# Stypendium Ministra Nauki i Szkolnictwa Wyższego za wybitne osiągnięcia sportowe
Stypendium Ministra Nauki i Szkolnictwa Wyższego za wybitne osiągnięcia sportowe – dawna nagroda przyznawana corocznie przez Ministra Nauki i Szkolnictwa Wyższego studentom posiadającym wybitne osiągnięcia sportowe.

## Podstawa prawna
Podstawą przyznawania stypendium były:   
- ustawa z dnia 27 lipca 2005 r. - Prawo o szkolnictwie wyższym (Dz.U. z 2005 r. nr  164, poz. 1365, z późn. zm.),
- rozporządzenie Ministra Nauki i Szkolnictwa Wyższego z dnia 16 sierpnia 2006 r. w sprawie szczegółowych warunków, trybu przyznawania i wypłacania stypendium ministra za osiągnięcia w nauce oraz stypendium ministra za wybitne osiągnięcia sportowe (Dz.U. z 2006 r. nr  153, poz. 1093).

## Wysokość stypendium
Wysokość stypendiów przyznanych na rok akademicki 2009/2010 wyniosła 1300 zł

## Warunki otrzymywania stypendium
Stypendium ministra za wybitne osiągnięcia sportowe mógł otrzymać student, który spełniał łącznie następujące warunki:
- zaliczył kolejny rok studiów;
- nie powtarzał roku studiów w okresie zaliczonych lat studiów, chyba że niezaliczenie roku studiów wynikało z przyczyn zdrowotnych lub z powodu urodzenia dziecka;
- uzyskał w okresie zaliczonych lat studiów udokumentowany wysoki wynik sportowy we współzawodnictwie krajowym lub międzynarodowym.

Za wysoki wynik sportowy uważano:
- udział studenta w igrzyskach olimpijskich lub igrzyskach paraolimpijskich;
- zajęcie przez studenta od pierwszego do piątego miejsca w mistrzostwach świata, mistrzostwach Europy, uniwersjadach, akademickich mistrzostwach świata, akademickich mistrzostwach Europy lub w zawodach tej rangi dla osób niepełnosprawnych;
- zajęcie przez studenta od pierwszego do trzeciego miejsca w mistrzostwach Polski lub mistrzostwach Polski osób niepełnosprawnych.

W roku akademickim 2011/2012 stypendium to otrzymało 130 osób.